# ادواردو چوساس
ادواردو چوساس (اسپانیایی: Eduardo Chozas‎؛ زادهٔ ۵ ژوئیهٔ ۱۹۶۰) دوچرخه‌سوار اهل اسپانیا است. وی در مسابقات تور دو فرانس و جیرو دیتالیا شرکت کرده است.